# Anaulacomera alfaroi
Anaulacomera alfaroi is een rechtvleugelig insect uit de familie sabelsprinkhanen (Tettigoniidae). De wetenschappelijke naam van deze soort is voor het eerst geldig gepubliceerd in 1918 door Rehn.
1. ↑  (en) Anaulacomera alfaroi op de IUCN Red List of Threatened Species.